# 生物彗星WoO
《生物彗星WoO》（せいぶつすいせい ウー）是2006年4月9日至8月13日由NHK和圓谷製作放送的特攝作品，全13話。

## 概述
本作品是自《電光超人古立特》以來，除了超人力霸王系列以外圓谷製作首次拍攝的特攝英雄電視劇，也是日本第一部以高清拍攝作為巨型英雄/怪獸作品的電視劇[1]。不過13集裡有5集並未有巨人和怪物打架的場景，整部作品的內容並不是英雄作品，而是「一個少女在逆境中與人相交，內心變得更強大。」的少年科幻作品。
此外，雖然NHK過去也有部分劇集使用構圖和微縮模型的作品，但《生物彗星WoO》則是NHK貫穿整個故事的第一部特攝作品。最初，NHK方面想要拍攝超人力霸王系列的新作品，但由於當時已經在策劃ULTRA N PROJECT，所以就變成了現在的形式。
與可愛的WoO角色相反，本劇也是一部帶有許多沉重的劇情發展和殘酷刻畫的作品。另一方面，因為不是商業廣播而是在NHK上播出，所以能夠全身心地投入到製作中，而不用擔心玩具等產品的開發，這是本作節目製作的最大優點。

## 故事大綱
某日一颗接近地球的彗星爆炸。女中学生神代爱遇到了从彗星碎片诞生的生物WoO，两个成为好友。但认为WoO是危险生物的防卫队追赶二个。并以她们为目标的怪兽不断出现。

### 主演
- 神代愛：谷村美月
- 神代清美：豐田真帆
- 葛城詩音：黑谷友香
- 桐島隆司：山田純大（日语：山田純大）
- 桜庭賢三：丸岡獎詞（日语：丸岡奨詞）
- 雑崎尚人：永田恵悟
- 秋田譲二：豐原功補
- 権田一郎：影丸茂樹（日语：影丸茂樹）
- 元木小太郎：矢崎廣（日语：矢崎広）
- 韋伯参謀：ラズ・ブレザー
- 永倉泰三：塚本晋也
- 山南大輔：永島敏行

### 客演
- 山南マドカ：奈良真理子（第1・12・13話）
- 中学生：上村雪乃、椿直（日语：椿直）、籏野彩香、渡辺彼野人（日语：渡辺彼野人）（隼人）（第1・13話）
- 主播：奏谷博美（日语：奏谷ひろみ）（第1・2話）
- 雑誌記者：押田恵（第2・5話）
- 研究員：小瀬川理太、本郷弦（第2・7話）
- 便利店店長：宮前利成（第2・8話）
- 江川央生（第3・4・9話）
- 課長：六角精兒（日语：六角精児）（第3・9話）
- 源さん：綿引勝彦（日语：綿引勝彦）（第3話）
- ナナ：佐藤正宏（日语：佐藤正宏）（第3話）
- ナナの娘：岡元夕紀子（日语：岡元夕紀子）（第3話）
- 亀：中山正幻（日语：中山正幻）（第3話）
- ばあちゃま：青木和代（第3話）
- ホームレス：江藤漢斉（日语：江藤漢斉）、須永千重（日语：須永千重）（第3話）
- 防衛隊隊員：俊藤光利（日语：俊藤光利）（第4話）
- マロウ：喜多嶋舞（日语：喜多嶋舞）（第4話）
- 成澤：山崎裕太（日语：山崎裕太）（第4話）
- 刑事：佐伯新（日语：佐伯新）（第4話）
- ヤクザ：石井浩（日语：石井浩）、津田好治、中山圭大（第4話）
- 近藤歩美：原田舞美（日语：原田舞美）（第5話）
- 防衛隊隊員：望月美沙（日语：望月みさ）（第5話）
- 戦闘機整備士：滝藤賢一（第5話）
- 警官：河本忠雄（日语：河本タダオ）、竹中夏海（日语：竹中夏海）（第5話）
- 小銭拾いの男：高野ちん太郎（日语：高野ちん太郎）（第5話）
- トラック運転手：横溝たかゆき（第5話）
- 小学生：村上想太（日语：村上想太）、渡辺直樹（第5話）
- 中川景四（第5話）
- 中野智（第5話）
- 防衛隊隊員：大滝明利（日语：大滝明利）（第6話）
- 豆：豆之助（犬）（第6話）
- 犬の飼い主：木村剛（日语：木村剛 (俳優)）（第6話）
- 女性：高橋弥生（第6話）
- 女の子：岩田麻衣（日语：岩田麻衣）（第6話）
- 金髪の男：関根裕介（日语：関根裕介）（第6話）
- 舟の持ち主：藏内秀樹（日语：藏内秀樹）（第6話）
- 酔っ払い：三浦景虎（第6話）
- ウエーバー参謀の側近：田口主將（日语：田口主将）、米哈埃拉·加布里埃拉·德爾恰（日语：デルチャ・ミハエラ・ガブリエラ）（マリア）（第7話）
- 図書館の女子高生：赤坂沙那（日语：さな (お笑い芸人)）、長谷川桃（日语：長谷川桃）、三好美優（日语：三好美優）（第7話）
- コンビニ前の学生：篠原孝文（日语：篠原孝文）（第7話）
- 警備員：永井浩介（日语：永井浩介）（第7・8話）
- 青山美帆（日语：青山美帆）（第7話）
- 聖子：山田瑪麗亞（第8話）
- 大家：川俁忍（日语：川俣しのぶ）（第8話）
- アパート住人：濱丘麻矢（第8話）
- 夫婦：吉成浩一（日语：吉成浩一）、阿南敦子（日语：阿南敦子）（第8話）
- 浪人男：武田秀臣（第8話）
- 産婆：井上裕季子（第8話）
- 子供：西尾昴也（第8話）
- コンビニ店長の妻：上村依子（日语：上村依子）（第8話）
- ケンちゃん：ミョンジュ（第8話）
- 小学生：島綾佑、清水響、宮城孔明（日语：宮城孔明）（第9話）
- 被害者：岡本さと子、高橋愛子（第9話）
- 通りがかりの女：落合瞳（日语：落合ひとみ）（第9話）
- 菊田：竹田高利（日语：コント山口君と竹田君）（第9・10話）
- 菊田勇太：長島弘宜（第9・10話）
- 自警団員：中沢青六（日语：中沢青六）（イトウ）、中嶋修（日语：中嶋修）（第9・10話）
- リポーター：青山伊津美、川嵜美佳、西山里佳（第9・10話）
- カップル：市村直樹（日语：市村直樹）、多田さやか（第9・13話）
- 香月絢交（第9話）
- 野口佳穂（第9話）

### 聲演
- WoO：藤卷惠理子
- 愛吉：私市淳
- 韋伯參謀的側近：鵜飼久美子（日语：鵜飼久美子）（第8話）
- 日耳曼：郷里大輔（第12・13話）

### 戲服演員
- 愛吉：横尾和則（日语：横尾和則）
- 怪獣：相馬絢也

## 外部連結
- 番組エピソード　CG技術＆特撮で映像化【SFドラマ特集】-NHKアーカイブス （页面存档备份，存于）

| 日本NHK綜合頻道 金曜日25:10（午夜頻道） | 日本NHK綜合頻道 金曜日25:10（午夜頻道） | 日本NHK綜合頻道 金曜日25:10（午夜頻道） |
| --------------------------------------- | --------------------------------------- | --------------------------------------- |
|                                         | 生物彗星WoO                             |                                         |
| 七武士                                  | 彩雲國物語                              |                                         |